# مهرجان كان السينمائي 1998
مهرجان كان السينمائي لعام 1998 هو الدورة الـ51 للمهرجان عقد في 13 إلى 24 مايو من عام 1998، حصل فيلم «الأبدية ويوم واحد» للمخرج اليوناني ثيودوروس أنجيلوبولوس على السعفة الذهبية.